# Luca Leoni
Luca Leoni (* 1973 in Bari) ist ein italienischer Popsänger. Er ist auch als Produzent und Arrangeur von Werbemusik hervorgetreten und legte zwei Alben unter eigenem Namen vor.

## Werdegang
Schon mit zwölf Jahren gründete Leoni seine erste Band, Blasfema. In den 90er-Jahren lernte er Gitarre und nahm Gesangsstunden. Vier Jahre lang war er in der Band Velvet tätig und tourte mit dieser durch Italien. 1995 startete er mit Luciano Massa das Progressive-Rock-Projekt Animetropolitane, aus dem weitere Konzerttätigkeit und eine selbst produzierte CD hervorgingen. Außerdem arbeitete Leoni auf archäologischen Ausgrabungsstätten.
Mit dem Projekt D-cue veröffentlichte Leoni 1999 ein Album; das Cover Lamette (im Original von Donatella Rettore) fand außerdem 2002 Eingang in das Tributealbum ClonAzioni – Tutti pazzi per Rettore. 2001 zog der Musiker nach Mailand und begann, Werbemusik zu produzieren (unter anderem für H3G, Danone und Renault). Zunehmend kam er mit Jazz und Reggae in Berührung und begann, ein Soloalbum zu produzieren. 2005 debütierte Leoni schließlich mit der Single Ballo fuori tempo und dem Album Io ballo fuori tempo.
In Zusammenarbeit mit der Dragqueen Platinette veröffentlichte Leoni 2007 das Musikvideo Amore in chat. Sein zweites Album Armonico erschien hingegen erst 2010, zusammen mit einem gleichnamigen Buchprojekt, in dem zwölf Erzählungen von unterschiedlichen Autoren/Musikern gesammelt sind. Auf dem Album war auch eine Zusammenarbeit mit dem Schauspieler Alessandro Haber enthalten.

## Diskografie

### Alben
- Io ballo fuori tempo (2005: Atlantic)
- Armonico (2010: Aereostella/Fermenti vivi/Edel)

### Singles
- Ballo fuori tempo (2005)
- Chris (2005)
- Amore in chat (2007)
- Mi sono accorto che (2010)

## Belege
1. ↑  Guido Racca & Chartitalia: Top 100 FIMI Singoli. Lulu, 2013, S. 111.
2. 1 2 3  Luca Leoni Live al Bistrot Bovisa. In: Inmilano.com. internet.sm, 6. Dezember 2010, archiviert vom Original (nicht mehr online verfügbar) am 5. März 2016; abgerufen am 15. Mai 2016 (italienisch).  Info: Der Archivlink wurde automatisch eingesetzt und noch nicht geprüft. Bitte prüfe Original- und Archivlink gemäß Anleitung und entferne dann diesen Hinweis.
3. ↑  Rosy Romano: Intervista a Luca Leoni. In: 06 Live – Musica a Roma. 28. Mai 2010, archiviert vom Original am 29. April 2011; abgerufen am 15. Mai 2016 (italienisch).

| Personendaten    | Personendaten         |
| ---------------- | --------------------- |
| NAME             | Leoni, Luca           |
| KURZBESCHREIBUNG | italienischer Musiker |
| GEBURTSDATUM     | 1973                  |
| GEBURTSORT       | Bari, Italien         |